# Uranotaenia telmatophila
Uranotaenia telmatophila är en tvåvingeart som beskrevs av Galindo och Blanton 1954. Uranotaenia telmatophila ingår i släktet Uranotaenia och familjen stickmyggor.
Artens utbredningsområde är Panama. Inga underarter finns listade i Catalogue of Life.